# Élections régionales de 2004 en Provence-Alpes-Côte d'Azur
Pour un article plus général, voir Élections régionales françaises de 2004.
Les élections régionales de 2004 ont lieu les 21 et le 28 mars en Provence-Alpes-Côte d'Azur, afin de renouveler les 123 sièges du conseil régional.
Le socialiste Michel Vauzelle remporte un deuxième mandat à la tête d'une liste d'union de la gauche. Le nouveau mode de scrutin lui permet de disposer d'une majorité absolue au sein du conseil régional.

## Mode de scrutin
Le mode de scrutin est fixé par le Code électoral. Il précise que les conseillers régionaux sont élus tous les six ans.
Contrairement aux précédentes élections qui ont eu lieu au scrutin proportionnel de liste à un tour, ces élections se déroulent en deux tours avec une prime majoritaire. Ainsi, si une liste a recueilli la majorité absolue des suffrages exprimés au premier tour, le quart des sièges lui est attribué. Le reste est réparti à la proportionnelle suivant la règle de la plus forte moyenne entre les listes ayant obtenu au moins de 5 % des suffrages exprimés. Sinon on procède à un second tour où peuvent se présenter les listes ayant obtenu 10 % des suffrages exprimés. La composition de ces listes peut être modifiée pour comprendre les candidats ayant figuré au premier tour sur d’autres listes, sous réserve que celles-ci aient obtenu au premier tour au moins 5 % des suffrages exprimés et ne se présentent pas au second tour. À l’issue du second tour, les sièges sont répartis de la même façon.
Chaque liste candidate est constituée d'autant de sections qu'il y a de départements dans la région. Les sièges étant attribués à chaque liste au niveau régional, on effectue ensuite la répartition entre les sections départementales, au prorata des voix obtenues par la liste dans chaque département.

## Contexte régional
Élu pour la première fois à la tête de la région PACA en 1998, le socialiste Michel Vauzelle se présente à sa propre succession. Il arrive à constituer une liste d'union de la gauche, comprenant le Parti socialiste, le Parti radical de gauche, le Parti communiste français et Les Verts, ainsi que le Mouvement républicain et citoyen
À droite, Renaud Muselier (UMP), adjoint au maire de Marseille, mène une liste d'union de la droite comprenant l'Union pour un mouvement populaire et l'Union pour la démocratie française, ainsi que le parti écologiste Cap21.
Pour le Front national, Jean-Marie Le Pen, candidat en 1998, n'a pas pu se présenter car non domicilié dans la région. C'est donc   Guy Macary, conseiller municipal de Carpentras, qui mène la liste.

### Têtes de liste
| Listes | Listes                 | Listes                 | Alpes-de-Haute-Provence | Hautes-Alpes           | Alpes-Maritimes     | Bouches-du-Rhône       | Var                    | Vaucluse                 |
| ------ | ---------------------- | ---------------------- | ----------------------- | ---------------------- | ------------------- | ---------------------- | ---------------------- | ------------------------ |
|        | Samuel Joshua          | LCR-LO                 | Cécile Abad             | Mireille Bousquet      | Loïc Fortuit        | Sylvie Moyen           | Jean-Michel Ghiotto    | Dominique Gaubert        |
|        | Michel Vauzelle        | PS-PRG- PCF-MRC -Verts | Christophe Castaner     | Joël Giraud            | Patrick Allemand    | Michel Vauzelle        | Robert Alfonsi         | Jean-Louis Joseph        |
|        | Philippe Sanmarco      | DVG                    | Pierre Lefevre          | Anne-Marie Gillet      | Liliane Parisot     | Philippe Sanmarco      | Gérard Estragon        | Anne-Marie Hautant       |
|        | Patrice Miran          | MEI                    | Marie-France Lorenzelli | Marcelle Schwendemann  | Patrice Miran       | Dominique Surry        | Michel Pizzole         | Marc Faivet              |
|        | Alain Persia           | DVD                    | Guy Jullien             | Yves Malrin            | Gaël Nofri          | Alain Persia           | Pierre Kouyoumdjian    | Roger Guichard           |
|        | Jean-Marie Mure-Ravaud | DVD                    | Séverine Laurent        | Denise Scheiwiller     | Laurent Ven         | Jean-Marie Mure-Ravaud | Patrice Lalouette      | Armand de Vaucorbeil     |
|        | Jérôme de Rocquigny    | DVD                    | Romuald Régnier         | Sébastien Ferrus       | Jérôme de Rocquigny | Valérie Nicolai        | Marc Fernandez         | Laurence Halna du Fretay |
|        | Renaud Muselier        | UMP-UDF -Cap21         | Éliane Barreille        | Pierre Bernard-Reymond | Michèle Tabarot     | Viviane Spagnolo       | Olivier Audibert-Troin | Thierry Mariani          |
|        | Aline Vidal-Daumas     | CPNT                   | Christian Pesce         | Patrick Faure          | Claude Lanteri      | Aline Vidal-Daumas     | Alain Millanello       | Daniel Audibert          |
|        | Guy Macary             | FN                     | Jean-Pierre Schénardi   | Mireille d'Ornano      | Jules Luccioni      | Ronald Perdomo         | Marie-France Stirbois  | Guy Macary               |
|        | Alain Vauzelle         | MNR                    | Michèle Chassaing       | Jean-Pierre Bouteille  | Martine Charrac     | Alain Vauzelle         | Jean-Yves Waquet       | Marie-Josée Cros         |
|        | Franck Vidal           | DDC                    | Yves Berthon            | Danièle Kopec          | Gérald Perrey       | Franck Vidal           | Raoul Culioli          | Alain Mouralis           |

## Résultats

### Résultats régionaux
|                | Michel Vauzelle *      | PS-PRG-PCF-Verts-MRC | 633 341   | 35,01  | 881 649   | 45,17  | 73 | 59,3 |  |  |
|                | Renaud Muselier        | UMP-UDF-Cap21        | 472 035   | 26,09  | 660 111   | 33,82  | 31 | 25,2 |  |  |
|                | Guy Macary             | FN                   | 415 169   | 22,95  | 409 872   | 21,00  | 19 | 15,5 |  |  |
|                | Aline Vidal-Daumas     | CPNT                 | 53 782    | 2,97   |           |        |    |      |  |  |
|                | Alain Vauzelle         | MNR                  | 53 247    | 2,94   |           |        |    |      |  |  |
|                | Patrice Miran          | MEI                  | 51 543    | 2,85   |           |        |    |      |  |  |
|                | Samuel Johsua          | LCR-LO               | 48 680    | 2,69   |           |        |    |      |  |  |
|                | Philippe Sanmarco      | DVG                  | 28 317    | 1,57   |           |        |    |      |  |  |
|                | Alain Persia           | DVD                  | 19 550    | 1,08   |           |        |    |      |  |  |
|                | Jean-Marie Mure-Ravaud | DVD                  | 19 078    | 1,05   |           |        |    |      |  |  |
|                | Abdel Djerari          | DIV                  | 7 021     | 0,39   |           |        |    |      |  |  |
|                | Jérôme de Rocquigny    | DVD                  | 7 014     | 0,39   |           |        |    |      |  |  |
|                | Franck Vidal           | DDC                  | 157       | 0,01   |           |        |    |      |  |  |
|                |                        |                      |           |        |           |        |    |      |  |  |
| Inscrits       | Inscrits               | Inscrits             | 3 072 855 | 100,00 | 3 072 753 | 100,00 |    |      |  |  |
| Abstentions    | Abstentions            | Abstentions          | 1 188 418 | 38,67  | 1 059 812 | 34,49  |    |      |  |  |
| Votants        | Votants                | Votants              | 1 884 437 | 61,33  | 2 012 941 | 65,51  |    |      |  |  |
| Blancs et nuls | Blancs et nuls         | Blancs et nuls       | 75 503    | 4,01   | 61 309    | 3,05   |    |      |  |  |
| Exprimés       | Exprimés               | Exprimés             | 1 808 934 | 95,99  | 1 951 632 | 96,95  |    |      |  |  |